# Ржевский, Алексей Андреевич
Алексей Андреевич Ржевский (1737—1804) — действительный тайный советник, сенатор, вице-директор Петербургской Академии Наук, президент Медицинской коллегии, масон и поэт во времена правления Елизаветы Петровны, Петра III Фёдоровича, Екатерины II Алексеевны. Павла I Петровича и Александра I Павловича.
Из дворянского рода Ржевских, сын мичмана, участника осады Очакова Андрея Ивановича Ржевского (1711—1737/1741) и Екатерины Ивановны Вельяминовой.

## Биография
Первоначально пошёл по военной стезе, потом предпочёл штатскую службу.
В 1767 году участвовал в комиссии о сочинении проекта нового Уложения, как депутат от города Воротынска Московской губернии; позже стал вице-директором Академии наук (с 29 мая 1771 по 25 октября 1773), президентом Медицинской коллегии (с 10 июля 1775 до 1785) и сенатором с производством в чин тайного советника (24 ноября 1783), в 1785 году получил Аннинскую ленту (22 сентября).

В 1794 году занял выборную должность совестного судьи в Санкт-Петербурге; 5 марта 1799 года награждён орденом Св. Александра Невского; 5 апреля 1797 года произведён в действительные тайные советники, а 4 сентября 1800 года уволен от службы.
Был дружен с И. И. Дмитриевым и Г. Р. Державиным, в творчестве находился под влиянием А. П. Сумарокова. Являясь членом Российской академии, принимал участие в работе над созданием словаря русского языка, участвовал в написании статей для «Переводов из Энциклопедии». Им были сочинены трагедии «Прелеста» (поставлена в 1765, текст не сохранился), а также «Подложный Смердий» (на сюжет из Геродота о самозванце Гаумате, поставлена в 1769, опубликована в 1956). Особенной популярностью пользовался, как лирический поэт, хотя его творчество носит черты аристократического дилетантства, а успешная придворная карьера затмевала для него писательские лавры. Демонстрировал большое искусство в играх со словами и владение размерами — внёс в поэзию ряд сложных литературных приёмов: стихотворение-период, построенное по типу загадки, стихотворение, читаемое с разным расположением строк, ода из односложных слов и т. п. подчёркнутые ухищрения стиля. Он печатал свои довольно многочисленные притчи, элегии, стансы, сонеты, рондо и проч. в «Ежемесячных Сочинениях», «Трудолюбивой Пчеле», «Свободных часах» и особенно в «Полезном увеселении» (тт. I, II, III, IV, V).
Принадлежал к числу видных масонов своего времени. Присоединился к ордену в конце ноября 1782 года и состоял в ложе «Латона», к теоретическому градусу соломоновых наук. Его орденское имя было «Eques е bona spe». Через него, главным образом, происходили сношения между петербургскими и московскими масонами. 26 апреля 1783 года получил звание префекта петербургского масонского капитула. В сентябре того же года он на краткий срок отказался от этой должности, оставаясь надзирателем «теоретического градуса».
Умер 23 апреля (5 мая) 1804 года. Погребён на Лазаревском кладбище Александро-Невской лавры.

## Награды
- Орден Святой Анны (22 сентября 1785)
- Орден Святого Александра Невского (май 1799)
- Орден Святого Иоанна Иерусалимского почётный кавалерский крест

Он редким был отцом,

Примерным был супругом,

Для счастия родных, для обща блага жил;

Любил учение, поэзии был другом

И правдою всегда отечеству служил

## Семья
Женат дважды:
- с 19 февраля 1766 года: Александра Федотовна Каменская; сестра фельдмаршала М. Ф. Каменского скончалась от послеродовой горячки 17 апреля 1769 года после родов, прошедших 7 апреля 1769 года, во время которых умер их единственный новорожденный сын[4];

- с 1777 года: Глафира Ивановна Алымова (после смерти мужа вышла замуж за камергера Ипполита Петровича Маскле).

От этого брака родились дети:
- Мария Алексеевна (26 июня 1778 — 1 сентября 1866) — фрейлина, с 1800 года была замужем за камергером Н. П. Свистуновым (1770—1815). После смерти мужа перешла в католичество. Мать декабриста Петра Свистунова
- Александр Алексеевич (26 марта 1781 — 2 июня 1807) — с 1796 года офицер лейб-гвардии Семёновского полка, в 1802 году флигель-адъютант, в 1806 году полковник. Погиб в сражении. Женат на Варваре Александровне Римской-Корсаковой (1784—1813), свояченице композитора А. А. Алябьева; дочери Марии Ивановны и Александра Яковлевича Римских-Корсаковых.
- Павел Алексеевич (8 апреля 1783 — 30 января 1852) — в 1802 году поручик лейб-гвардии Семёновского полка, в 1805 году ротмистр, позднее камергер, действительный статский советник. Живя в Москве, принадлежал к литературному кружку, куда входили Вяземский и В. Л. Пушкин. Умер холостым.
- Константин Алексеевич (15 ноября 1788—1837) — действительный статский советник. Женат на Елизавете Григорьевне Колокольцевой (1803—1882). У них два сына и две дочери; сын Павел (?—1894) — тайный советник и гофмейстер, был женат на дочери Н. А. Бутурлина Екатерине (1841—1898). Константин Алексеевич владел имением в Орловской губернии, Знаменский район, село Селихово.
- Алексей Алексеевич (4 октября 1791 — 24 октября 1792)

- Глафира Ивановна Алымова,
вторая жена
- Мария Алексеевна,
дочь
- Александр Алексеевич
сын
- Константин Алексеевич,
сын

В 1780 году Г. Державин посвятил супругам Ржевским стихотворение «Счастливое семейство».

## Герб Алексея Андреевича
В Гербовнике Анисима Титовича Князева имеется изображение герба Алексея Андреевича Ржевского:
На княжеской мантии изображен щит разделённый вертикальной чертой на две части и левая часть разделена горизонтальной чертой надвое. В правой части, имеющей синее поле, изображен ангел с мечом в правой руке и щитом в левой (герб княжества Киевского). В левой верхней части, имеющей золотое поле, изображен чёрный орёл с распростёртыми крыльями, стреляющий из лука в левую сторону. В нижней, левой части, имеющей серебряное поле, изображена золотая пушка на красном лафете с сидящей на ней птицей (герб княжества Смоленского). Щит увенчан дворянским шлемом, обращенным в правую сторону. Щит покрыт княжеской матнией и шапкою княжеского достоинства.